# Det danske stål (stum udg.)
|  | Denne artikel er oprettet af botten Steenthbot ud fra en ekstern database. Den kan derfor have sproglige fejl eller mangler. Denne skabelon kan fjernes efter kontrol af indholdet. |

Det danske stål [stum udg.] er en dansk undervisningsfilm fra 1954 instrueret af Jesper Tvede og efter manuskript af Erik Højsgård.